# Campeonato Sul Americano de Acesso
O Campeonato Sul Americano de Acesso foi um torneio entre seleções nacionais da América do Sul que foram formadas somente por atletas que não disputavam a 1a divisão nacional. A primeira edição foi disputada em Lima, no Peru, em 1962, e a segunda foi disputada em Buenos Aires, na Argentina, em 1964. A Seleção Brasileira de Acesso, que foi carinhosamente apelidada de "Seleacesso", saiu-se vencedora em ambas edições.[carece de fontes?]

## Edições
| 1962 detalhes | Lima         | Brasil |  | Argentina | Chile |  | Peru |
| 1964 detalhes | Buenos Aires | Brasil |  | Argentina | ?     |  | ?    |